# Ducado de Rothesay
El título de duque de Rothesay /ˈrɒθsi/ era el título oficial que poseían los herederos al trono del reino de Escocia. Puesto que no ha habido un trono escocés separado desde el Acta de Unión de 1707, que unió el reino de Escocia con el de Inglaterra para formar el reino de Gran Bretaña (que después sería conocido como Reino Unido cuando también se unió el Reino de Irlanda), el mismo está unido con el de Inglaterra.
El título lo utiliza en la actualidad el heredero al trono del Reino Unido. Este es el título de uso preferente cuando el heredero se encuentra en Escocia, prevaleciendo sobre los títulos ingleses de duque de Cornualles (que también corresponde al hijo mayor del monarca) y príncipe de Gales (título tradicionalmente ostentado por el heredero a la Corona del Reino Unido).
El duque de Rothesay también ostenta otros títulos escoceses, como el de conde de Carrick, barón de Renfrew, señor de las Islas, príncipe y gran senescal de Escocia.
El título viene de Rothesay en la isla de Bute, pero no está asociado con ninguna entidad legal ni propiedades, a diferencia del ducado de Cornualles.
- Datos: Q1059510
- Multimedia: Dukes of Rothesay / Q1059510